# 約翰 (福音書作者)
福音書作者約翰（英語：John the Evangelist，Yoḥanan，Yôḥānān），約生活於西元一世紀，又稱傳道者聖約翰、聖史若望，是基督教对《約翰福音》、《約翰一書》、《約翰二書》與《約翰三書》作者的稱呼。
傳統上，基督教認為他即是十二使徒中的約翰，耶穌所愛的門徒，也是《啟示錄》作者拔摩島的約翰。但是從西元二世紀以來，這就存在著許多爭議，其他的教會傳統有不同看法。現代學者認為，福音書作者約翰、《啟示錄》作者拔摩島的約翰、以及使徒約翰，可能是三個不同的人。
在帕皮亞的著作中提到一位約翰長老，他有可能就是福音書作者約翰。

## 文獻記載
根據《約翰福音》的結尾，這本福音書的作者的寫作目的是為了為耶穌所愛的門徒作見證。而且在《約翰福音》中，從來沒有直接寫出作者就是耶穌所愛的門徒，或是使徒約翰本人。因此，有學者認為，福音書作者的年代應該晚於十二使徒，可能與使徒約翰是不同的人。
從文章風格來看，傳統上認為，《約翰福音》與《約翰一書》的作者應該是同一個人，而《約翰二書》與《約翰三書》之間的關係較緊密，兩個作品的作者也可能是是同一個人。但是這四篇作品是否出自同一個作者之手，則仍然有所爭議，如該撒利亞的優西比烏就主張《啟示錄》、《約翰二書》與《約翰三書》的作者為約翰長老，非使徒約翰。